# Kimberly Ellis
 (avril 2025).
Pour les articles homonymes, voir Ellis.
Kimberly Ellis est une militante américaine qui a occupé le poste de Directrice exécutive d'Emerge California de 2010 jusqu'à sa candidature à la présidence du Parti démocrate de Californie en 2017. 
Considérée comme une démocrate progressiste, Ellis a siégé au Comité des finances du Parti démocrate de Californie et a également exercé les fonctions de Secrétaire du Caucus afro-américain du parti. En 2017, elle s'est portée candidate à la présidence du Parti démocrate de Californie, mais a perdu face à Eric Bauman, un membre influent de l’Establishment du parti.

## Jeunesse et formation
Kimberly Ellis est née à Chattanooga, dans le Tennessee, et a fréquenté neuf écoles au cours de son enfance, son père étant régulièrement muté en raison de sa carrière d’officier militaire. Avant d'obtenir son diplôme à l'Antilles High School de Fort Buchanan, près de San Juan, à Porto Rico, elle a étudié dans six États américains différents et dans deux pays.
Ellis a poursuivi ses études à l'Université de Jacksonville, où elle a obtenu un diplôme en littérature anglaise. Par la suite, elle a obtenu son diplôme en droit à la John F. Kennedy University.

## Activisme et carrière politique
Ellis a travaillé dans les secteurs privé et non lucratif, ainsi que dans le gouvernement de l'État
.
En 2009, le maire de Richmond, en Californie, l’a nommée membre de la Commission de développement communautaire.
En parallèle, Ellis a travaillé au siège national d'Emerge America en tant que Directrice nationale des affiliés, avant de devenir en 2010 la Directrice exécutive de la branche californienne, Emerge California.
Elle est également partenaire politique du Truman National Security Project.
Ellis s'est exprimée en faveur de causes progressistes et a déclaré que les démocrates devaient en faire davantage pour lutter contre la pauvreté et adopter un système de santé universel. Elle a soutenu activement Hillary Clinton lors de la campagne présidentielle.
Elle a également siégé au Comité des finances du Parti démocrate de Californie et a occupé le poste de Secrétaire du Caucus afro-américain du parti.
En 2017, Ellis a été candidate à la présidence du Parti démocrate de Californie . Elle a reçu le soutien de sept membres du Congrès américain, de plusieurs syndicats et organisations, dont le syndicat des Infirmières Nationales Unies, du lieutenant-gouverneur Gavin Newsom, ainsi que de dizaines d'élus locaux et de dirigeants du Parti démocrate californien,,. Elle a également été soutenue par des groupes progressistes tels que la California Nurses Association, qui avait soutenu Bernie Sanders lors des primaires présidentielles démocrates, ainsi que par Our Revolution, né du mouvement Sanders.
Elle a été battue de justesse par Eric Bauman, considéré comme un "pur produit de l’establishment du parti". Selon le Los Angeles Times, Ellis et Bauman étaient alignés sur la plupart des sujets, notamment le soutien à un chemin vers la citoyenneté pour les immigrés sans-papiers, le droit à l’avortement, la couverture santé universelle, et le renforcement des protections LGBTQ. Leurs positions respectives étaient perçues comme un affrontement entre les démocrates « old school » et « new school » dans l'esprit progressiste de Bernie Sanders. Bien qu’Ellis ait soutenu Clinton lors des primaires démocrates et de l’élection générale de 2016, elle a été accueillie par les partisans de Bernie Sanders comme « une figure de proue d’une insurrection contre l’establishment du parti ».
Elle est a nouveau candidate sans succès en 2019. Elle soutient Kamala Harris durant la présidentielle de 2024.

## Distinctions
Ellis a été honorée à l'occasion du Mois de l'histoire des femmes par la Commission et le Département de la condition féminine de San Francisco en 2011 et 2015.
Elle a reçu des distinctions lors de la Journée internationale des femmes en 2012 de la part de Global Arts and Education.
En 2014, Kimberly a été nommée parmi les « 100 personnalités les plus sous-estimées de la politique californienne » par CalNewsroom.com pour son travail en faveur de l’élection de femmes démocrates en Californie. John Hirabe, de CalNewsroom.com, a salué Ellis comme « la personne qui passe de la théorie à la pratique pour élire des femmes démocrates » en Californie.
En 2012, Kimberly a reçu le prix Annie M. Powell pour le leadership communautaire, décerné par Global Arts and Education et Women’s Intercultural Network, en reconnaissance de son travail avec Emerge California
.

## Vie personnelle
Kimberly réside en Californie depuis plus de vingt ans. Elle vit à Richmond, en Californie, et est mère de deux enfants.